# Руна (язык)
Руна (Runa) — мёртвый индейский язык, который относится к чокоанской языковой семье, на котором раньше говорил народ с одноимённым названием, проживающий на территории Колумбии.